# Дабанович, Младен
Младен Дабанович (словен. Mladen Dabanovič; 13 сентября 1971, Марибор, СФРЮ) — словенский футболист, вратарь. Участник Евро 2000 и ЧМ 2002 в составе сборной Словении.

## Клубная карьера
Свою спортивную карьеру Марко начал, выступая за молодёжную команду «Дравнии». В 1991 году подписал свой первый профессиональный контракт с «Марибором», за который выступал на протяжении 5 лет и выиграл два Кубка Словении (в 1992 и 1994 годах). В 1995 году перешёл в «Рудар», в составе которого ещё раз выиграл Кубок Словении в 1998 году. В 1999 году покинул Словению и отправился в Бельгию, где играл за «Локерен» на протяжении пяти лет. В 2004 году Дабанович вернулся на родину, где выступал за «Драву», вплоть до завершения своей профессиональной карьеры в 2008 году.

## Международная карьера
За национальную сборную дебютировал 19 августа 1998 года в товарищеском матче против сборной Венгрии (1-2). Участник Евро 2000 и ЧМ 2002. Всего за сборную Словении Младен провёл 25 матчей.

## Достижения
«Марибор»
- Обладатель Кубка Словении (2): 1992, 1994

«Рудар»
- Обладатель Кубка Словении (1): 1998